# اوربوتیان
{{Infobox Hungarian settlement
|name=اوربوتیان
|image_shield=Coa_Hungary_Town_Őrbottyán.svg
|image_flag=Flag of Őrbottyán.svg
|region=Közép-Magyarország
|county=پِشت
|subregion=واتس
|rank=شهر
|postal_code=۲۱۶۲
|area_code=۲۸
|population_total=۷۱۰۲
|population_as_of=۲۰۱۱
|area_total_km2=۲۷٫۳۷
|coordinates=۴۷°۴۱′۱۳٫۹۶″ شمالی ۱۹°۱۶′۵۹٫۶۳″ شرقی / ۴۷٫۶۸۷۲۱۱۱°شمالی ۱۹٫۲۸۳۲۳۰۶°شرقیاوربوتیان (به مجاری: Őrbottyán) یک شهرداری در مجارستان است که در ناحیه واتس واقع شده‌است. اوربوتیان ۲۷٫۳۷ کیلومتر مربع مساحت و ۷٬۱۰۲ نفر جمعیت دارد.